# 1669 год в науке
В 1669 году произошли различные научные и технологические события, некоторые из которых представлены ниже.

## События
- 29 октября — Исаак Ньютон утверждён как Лукасовский профессор математики Тринити-колледжа Кембриджского университета. Он занимал этот пост 32 года[1].
- Христиан Гюйгенс впервые сформулировал, для частного случая ударного столкновения, закон сохранения энергии: «При соударении тел сумма произведений из их величин [весов] на квадраты их скоростей остаётся неизменной до и после удара»[2].
- Итальянский астроном Джеминиано Монтанари открыл первую из переменных звёзд, обнаружив колебания яркости Алголя.
- Немецкий алхимик Хенниг Бранд открыл фосфор[3].

## Публикации
- Итальянский биолог Марчелло Мальпиги опубликовал трактат «Dissertatio Epistolica de Bombyce», посвящённый тутовому шелкопряду — первую монографию о беспозвоночных.
- Голландский натуралист Ян Сваммердам издал «Всеобщую историю насекомых» (Historia Insectorum Generalis) , где исследуется метаморфоз насекомых.
- Датский натуралист Нильс Стенсен опубликовал результаты своих геологических исследований окаменелостей в трактате «Предварительное изложение диссертации о твёрдом, естественно содержащемся в твёрдом» (De solido intra solidum naturaliter contento dissertationis prodromus), где  описал несколько определяющих принципов стратиграфии. Стенсен уверенно отстаивал (ещё спорное в те годы) утверждение, что окаменелости есть остатки древних живых организмов.
- Датский естествоиспытатель Расмус Бартолин опубликовал исследование открытого им двойного лучепреломления света в кристалле исландского шпата (кальцита)[4].
- Английский математик Исаак Барроу издал «Лекции по оптике и геометрии» (Lectiones Opticæ et Geometricæ).

## Родились
См. также: Категория:Родившиеся в 1669 году
- 26 мая — Себастьян Вайян (умер в 1722 году), французский ботаник.

## Скончались
См. также: Категория:Умершие в 1669 году
- (?) — Николя Лефевр (род. в 1615 году), французский химик.